# Robert Giffard
Pour les articles homonymes, voir Giffard.
Pour l'hôpital psychiatrique, voir Centre hospitalier Robert-Giffard.
Robert Giffard est étroitement associé à un des premiers mouvements d'émigration française en Nouvelle-France et a, de ce fait, contribué largement au peuplement du Canada-français. Il est le fondateur de l'ancienne ville de Beauport, maintenant fusionnée à la ville de Québec.

## Biographie
Natif d’Autheuil (Orne), vers 1589, Robert Giffard est apothicaire à Tourouvre dans le Perche, quand il part pour le Canada, peut-être attiré là-bas par Louis Hébert, installé à Québec depuis 1617 et peut-être confrère d'études de Giffard. Il s’installe alors aux environs de Québec à titre de « chirurgien de marine » ; il ne disposait alors que d'une cabane sur le bord du fleuve où il s'adonnait à la chasse et à la pêche. En 1627, Robert Giffard rentre en France, convaincu que de nouveaux colons doivent s’implanter sur les rives du fleuve Saint-Laurent. Cette même année est fondée la Compagnie des Cent-Associés dont est membre Noël Juchereau, de Tourouvre, ami de Robert Giffard. 
En février 1628, à Mortagne, Robert Giffard épouse Marie Renouard. Ils auront plusieurs enfants, dont Marie-Thérèse Giffard (1639-1714) qui épousera Nicolas Juchereau de Saint-Denis (1627-1692) et avec lequel elle aura  notamment deux fils, l'explorateur de la Louisiane française, Louis Juchereau de Saint-Denis (1676-1744) et Charles Juchereau de Saint-Denis, sieur de Beaumarchais (1655-1703), lieutenant général de la prévôté de Montréal.
Dès le printemps, il repart vers la Nouvelle-France avec un équipement considérable en vue d'un essai de colonisation. Le navire à bord duquel il voyage est intercepté et il est capturé par des pirates à la solde des Anglais, les Kirke qui ont envahi Québec. Robert Giffard doit revenir en France. À Tourouvre et à Mortagne, il met à profit cette période pour évoquer l'immense pays qui s’étend au-delà de l'Atlantique. Ce n'est qu'en 1633, après le traité de Saint-Germain-en-Laye que Giffard peut mettre en œuvre son projet d'emmener de nouveaux colons en Nouvelle-France.
En janvier 1634, la Compagnie des Cent-Associés, en réparation des biens qu'il a perdus en 1628, concède à Robert Giffard la seigneurie de Beauport. Premier seigneur colonisateur de la Nouvelle-France, il recrute des colons dans les environs de Tourouvre, fort du soutien de Pierre Le Bouyer de Saint-Gervais, lieutenant général civil et criminel du Perche. Courant mars : départ de Robert Giffard, de sa femme, de ses enfants et d’une trentaine de colons pour la Nouvelle-France. Début juin, le navire atteint Québec. L'année suivante, à la mort de Samuel de Champlain, la colonie compte 132 colons dont 35 viennent du Perche, attirés par Giffard. La première colonisation organisée de la Nouvelle-France est commencée.
Giffard est le premier à avoir implanté le système du rang, mode d'organisation de l'espace rural qui s'est par la suite étendu à toute la colonie et qui s'est perpétué jusqu'à nos jours.

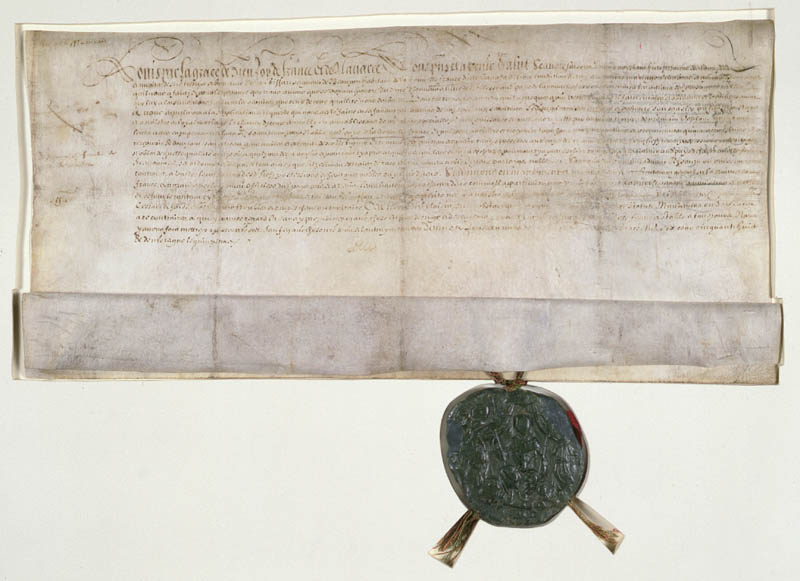
Lettres de noblesse de Robert Giffard.

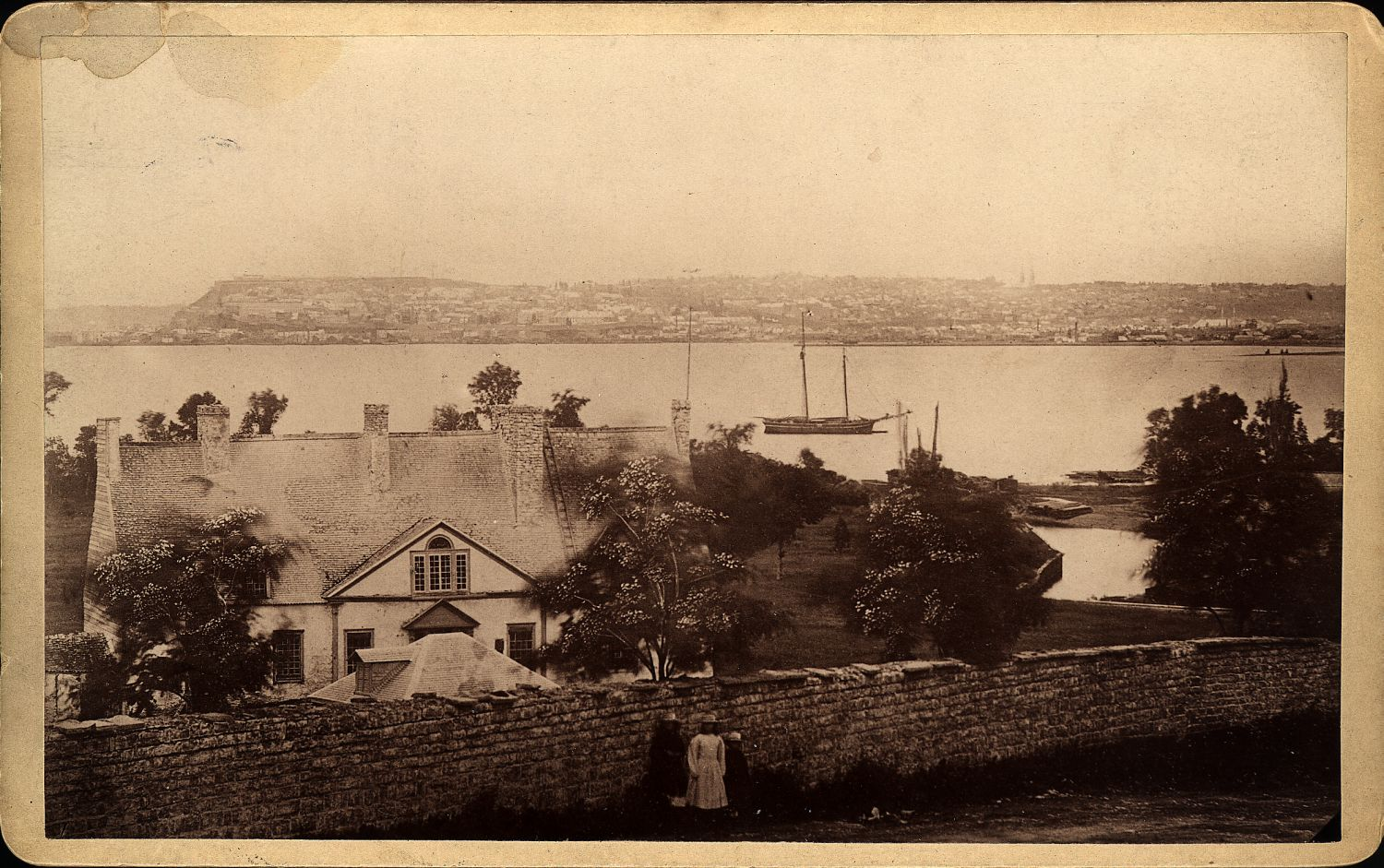
Manoir de Robert Giffard vers 1870.

En 1640, Giffard devient le premier médecin de l'Hôtel-Dieu de Québec. Plus tard il obtiendra deux autres seigneuries : Saint-Gabriel, à Québec, en 1647, et Mille-Vaches, en aval de Tadoussac, en 1653. Dès la fondation de la Compagnie des Habitants en 1645, il s'y est associé, poursuivant des activités de commerce le long du Saint-Laurent. Louis XIV lui accordera ses lettres de noblesse en 1658.
À la mort de Robert Giffard, en 1668, la colonie atteint 3 000 habitants.

## Honneurs
L'Institut universitaire en santé mentale de Québec s'appelait auparavant le Centre hospitalier Robert-Giffard en son honneur entre 1976 et 2009.
Une avenue de Québec porte le nom de Robert-Giffard,.
Une rue et un parc ont été nommé en son honneur sous le toponyme De Moncel dans l'ancienne ville de Beauport maintenant fusionnée avec la ville de Québec. La rue a été nommée en 1997 et le parc en 2009.